# Parohinka lotophagorum
Parohinka lotophagorum är en insektsart som beskrevs av George Willis Kirkaldy 1907. Parohinka lotophagorum ingår i släktet Parohinka och familjen dvärgstritar. Inga underarter finns listade i Catalogue of Life.